# Championnat National 3
Championnat National 3 (tot 2017 CFA2), is de vijfde divisie in het Franse voetbal. De kampioen promoveert naar de Championnat National 2 (Vierde Divisie), degradatie is naar de Régional 1.

## Geschiedenis
De competitie werd in 1993 opgericht als National 3. In 1998 werd de competitie hernoemd in Championnat de France amateurs 2 (CFA2). Er werden acht groepen gevormd en zowel amateurclubs als reserveteams van de profclubs namen deel. In navolging van de omvorming van de regio's in Frankrijk werd ook de competitie geherstructureerd, waardoor de CFA en CFA2 vervangen werden door de Championnat National 2 en 3. Voor de CFA was dit enkel een naamswijziging, maar voor de CFA2 was het een grondige herstructurering. Er kwamen 12 groepen, een voor elke regio, behalve de Overzeese regio's. De regio's Corsica en Provence-Alpes-Côte d'Azur werden wel samengevoegd tot één competitie
Voor het seizoen 2023/24 werd de competitie opnieuw hervormd. De groepen per regio werden vervangen en er degradeerden ook meerdere clubs waardoor er van 12 reeksen van 14 naar 11 reeksen van veertien gegaan werd. 
Het aantal gemiddelde toeschouwers aantal ligt in deze competitie rond de 200 à 600 toeschouwers per wedstrijd.